# Guasillo
Guasillo es una localidad española perteneciente al municipio de Jaca, en la Jacetania, provincia de Huesca, Aragón.

## Geografía
Guasillo se encuentra a occidente de Jaca, la capital de su término municipal, a casi cinco kilómetros de ella. Pertenece a la comarca y unidad administrativa de la Solana. Está emplazado a 868 metros de altitud en la vertiente sur del monte Abiego.

## Administración municipal
A partir de la desamortización eclesiástica de Mendizábal (1836) dejó de pertenecer al obispado de Jaca y se configuró como municipio adscrito al de Banaguás, para más adelante, en 1862, incorporarse al de Abay. Desde 1963 forma parte del de Jaca.
El municipio de Jaca, con 406 kilómetros cuadrados de superficie, está dividido en seis unidades. Guasillo pertenece a la unidad de La Solana, de la que también forman parte las poblaciones vecinas de Ascara, Asieso, Novés, Araguás del Solano, Banaguás, Caniás, Abay y Guasillo. 

### La Solana
Se encuentra al oeste de Jaca, en un piedemonte orientado hacia el sur, de donde procede su denominación "Solana", que configura una amplia llanura idónea para el cultivo de cereal que únicamente se rompe por la existencia de "coronas" (altozanos). Está regada por los ríos Estarrún y Lubierre que la recorren de norte a sur hasta desembocar en el Aragón, que fluye de este a oeste, en dirección a Berdún. 
Configura un espacio natural adecuadamente conservado, por este motivo está declarado como Lugar de Importancia Comunitaria (LIC), espacio protegido incluido en la Red Natura 2000 y Zona de Especial Protección para las Aves (ZEPA), en la que anidan el aguilucho lagunero y el cenizo, el milano negro y el real, el carbonero, el cernícalo, el martín pescador, el alcaudón real y la calandria.

## Comunicaciones
Se accede a Guasillo desde Jaca a través de la A-2605, que pasa por las inmediaciones de Asieso para luego proseguir por Caniás, Novés y Lastiesas Bajas hasta el término de Aísa a donde llega tras pasar por Esposa y Sinués, estos últimos en término de Aísa.

## Población
El censo de 1495 señala que Guasillo tenía tres "fuegos" (casas), lo que equivaldría a unos 30 habitantes. En el censo de 1857 se registraron 60 habitantes. 
El Diccionario de Pascual Madoz ofrece información sobre la localidad referida a mediados del siglo XIX. Da cuenta de que en aquellos años tenía seis casas, incluida "la municipal y la cárcel" y precisa que "el terreno es llano en su mayor parte, con un monte a cuyo pie se halla este pueblo, poblado de árboles, y le atraviesa en un corto trecho el río Aragón".
La emigración del campo a la ciudad experimentada en la segunda mitad del siglo XX ocasionó la despoblación del lugar, de tal manera que en 1981 tenía 28. En 2002 había 67 vecinos y en 2017 habían descendido a 64.

## Toponimia
Aparece citado en la documentación histórica a partir de 1034 como Guasillo, Guassillo, Guassil, Guassilyo, Guasillum, Guassilgo, Guasilgu, Gassillo, Gosilo, Gosiello, Algusillo y Aguisillo.

## Historia

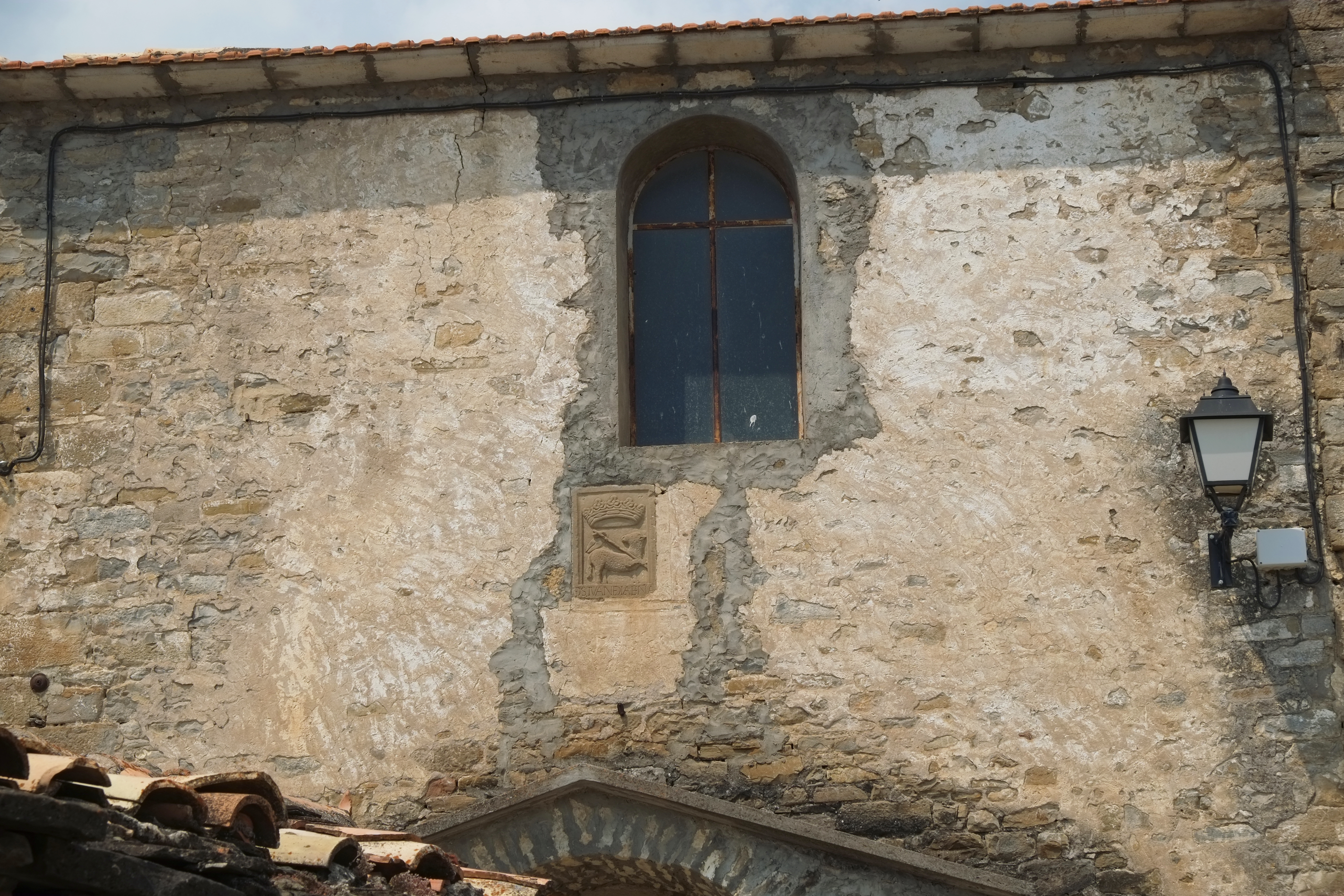
Relieve que señala que la iglesia pertenecía al monasterio de San Juan de la Peña

La primera referencia a Guasillo se remonta a mediados del siglo X, cuando aparece citado en un documento del obispo de Aragón Fortuño de Sásave (933-947) en el que reclama propiedades en esta localidad, que habían pertenecido a sus familiares. 
En 1034 Oriol, párroco de Guasillo, donó al monasterio de San Juan de la Peña la iglesia, con sus edificios, huerto y molino en el río Aragón. De esta manera la parroquia perteneció al monasterio durante ocho siglos, hasta 1836, cuando se produjo la desamortización de los bienes de la Iglesia. En la fachada de la iglesia parroquial se muestra un relieve con el emblema del monasterio de San Juan de la Peña, consistente en un cordero con corona que lleva el lábaro de san Juan Bautista y en el que se lee "De San Juan de la Peña". De este modo se publicaba que la iglesia pertenecía al monasterio cercano, al igual que otras muchas del entorno. Así, por ejemplo, un relieve como el descrito se puede encontrar en Badaguás y en la fachada de la casa parroquial de Banaguás.
En el siglo XI se cita a  Íñigo Jiménez como señor de Guasillo y Monclús.
Un documento de 1778 da cuenta de que la población de Guasillo pertenecía al obispo de Jaca.

## Patrimonio artístico

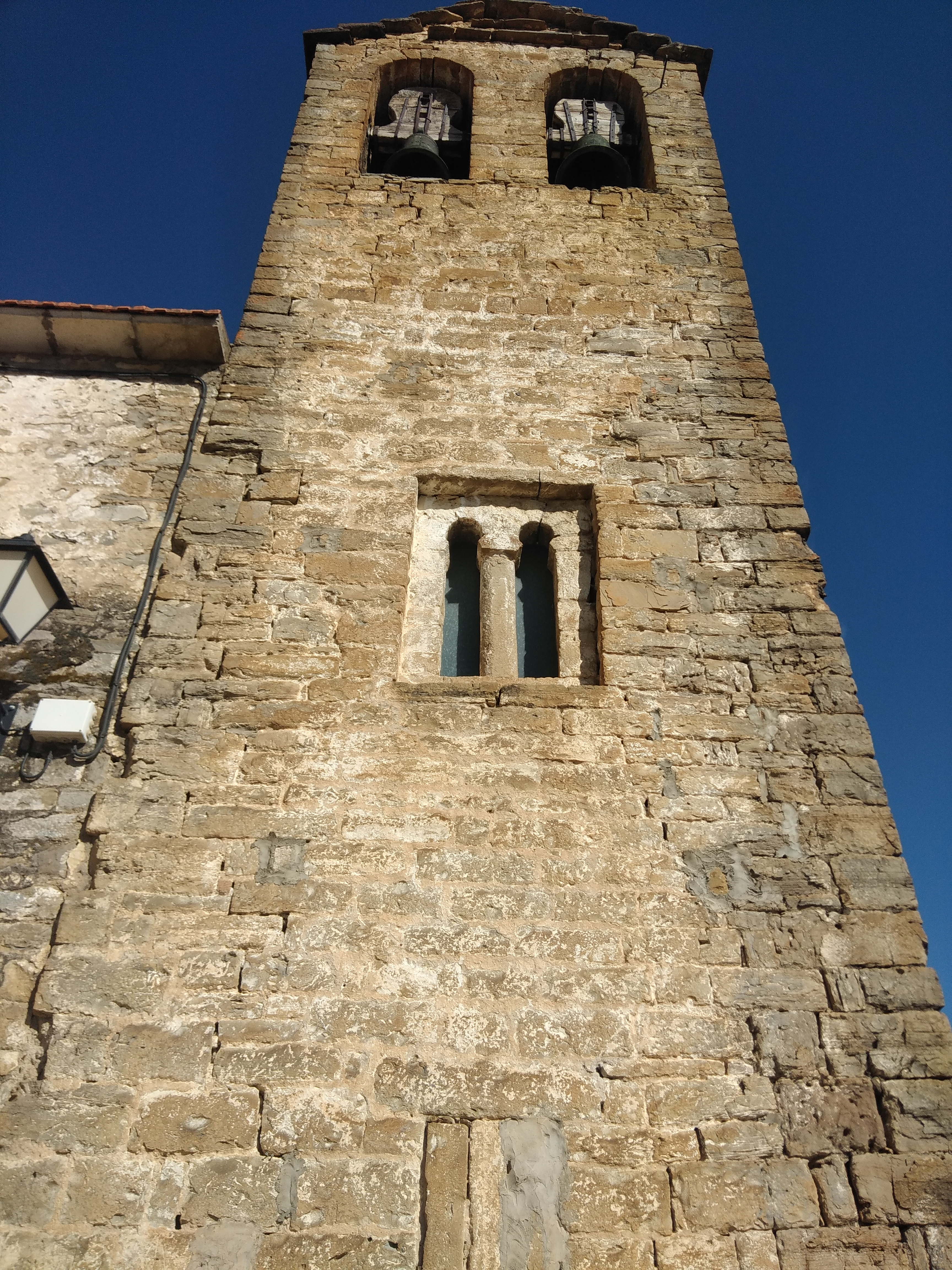
Torre románica con ventana geminada

### Iglesia de SanAdrián
Del conjunto del edificio destaca la torre, que inicialmente, durante los siglos XI y XII, sería una torre de vigilancia de la frontera con los territorios del islam, por lo que se plantea la hipótesis de que podría ser exenta, sin relación con un templo. Posteriormente perdería su función militar para convertirse en campanario, para lo que se recreció el último cuerpo. Destaca la ventana geminada del lado sur de la torre. Tiene dos pequeños arcos falsos de herradura con parteluz cilíndrico, al tiempo que la enmarca un alfiz. Se estima que puede ser de mediados del siglo XI y es similar a la que se encuentra en el muro oeste de San Pedro de Lárrede.
El primitivo templo románico fue derribado en el siglo XVIII para construir el actual. Debía de tener planta rectangular, orientada de este a oeste, con una sola nave, cubierta con bóveda de cañón y cerrada por ábside semicircular. 
El templo actual corresponde a los siglos XVIII y XIX. Es barroco, con una nave orientada de norte a sur, tiene cubierta con bóveda de cañón con lunetos y dos capillas laterales, de poco fondo, cercanas al presbiterio; el ábside es recto y lo cubre una cúpula con pechinas. Presenta un coro elevado en los pies de la iglesia que descansa sobre un arco escarzano. Está presidida por un retablo barroco del siglo XVIII de madera policromada, obra del escultor de origen francés Juan de Puey. En el primer cuerpo aparecen las figuras de bulto redondo de san Adrián, san Bartolomé y santa Orosia.
Se conserva una tabla pintada  que pertenecería al anterior retablo, gótico, del siglo XV, en la que se reproducen las imágenes de dos santas.

### Ermita de SanBartolomé
Se encuentra a aproximadamente ochocientos metros al norte de Guasillo. Posiblemente fue la iglesia de un despoblado. Se tiene constancia de que en 1258 pertenecía al monasterio de San Juan de la Peña.
Solo quedan las ruinas de los fundamentos del templo románico. Debió de ser de grandes proporciones, de planta rectangular, con nave, presbiterio y ábside cuya embocadura mide 3,8 metros. Se construyó con sillares bien trabajados y escuadrados.

### Otros lugares de interés
- Junto a la iglesia se levanta el antiguo horno de pan de la localidad que ha sido restaurado adecuadamente.
- En las proximidades del núcleo de población se encuentra la "Fuente de la Mora".

## Fiestas y romerías
- 24 de agosto, san Bartolomé, titular de la ermita, fiestas mayores.
- 16 de junio, san Adrián, titular de la iglesia parroquial.
- 25 de junio, romería de santa Orosia a Yebra de Basa y a la ciudad de Jaca. Guasillo ocupa un lugar preferente y lleva farol porque la tradición señala que era de aquí el pastor que descubrió las reliquias de la santa.

## Galería de imágenes

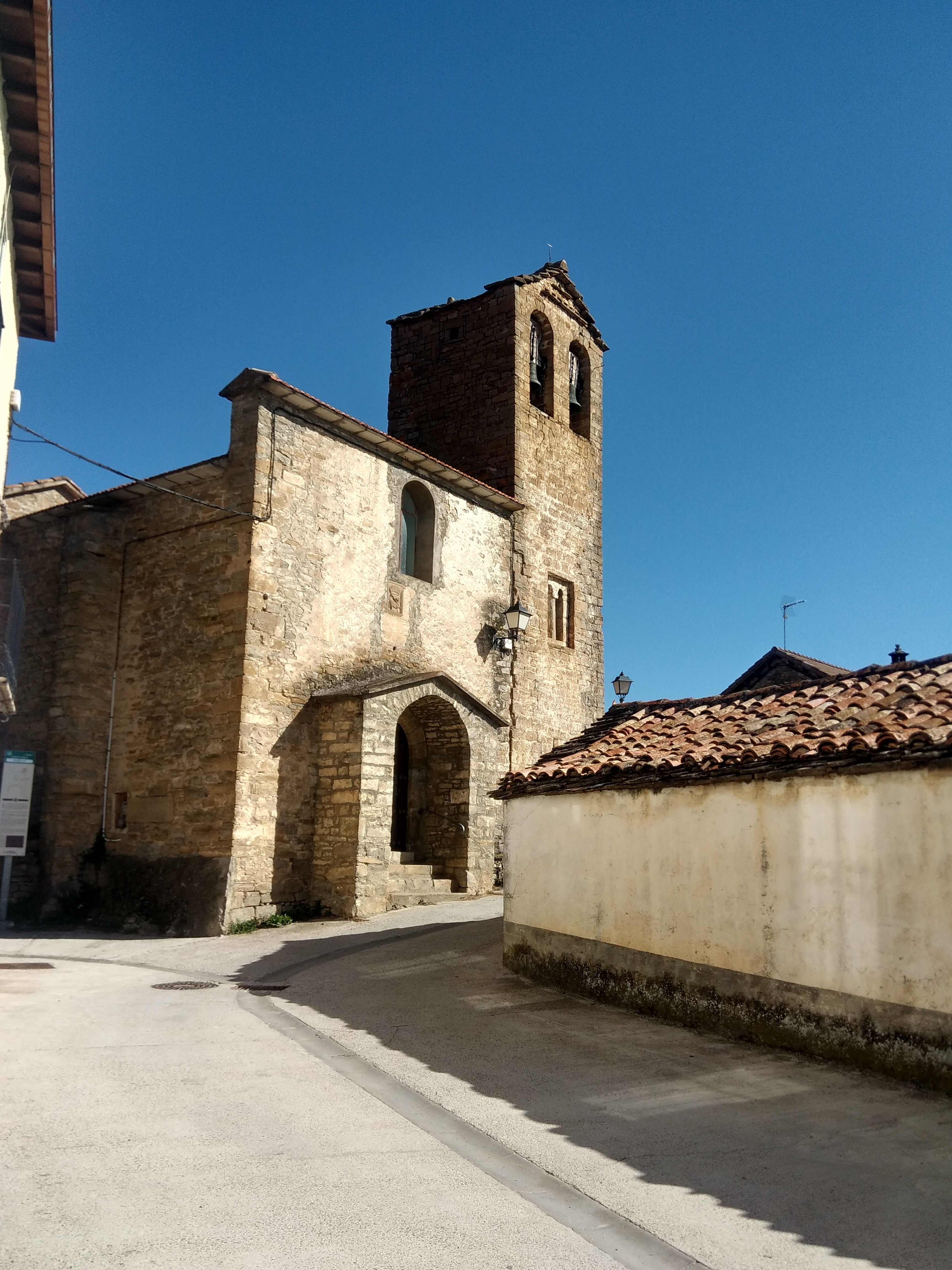
Iglesia de san Andrián
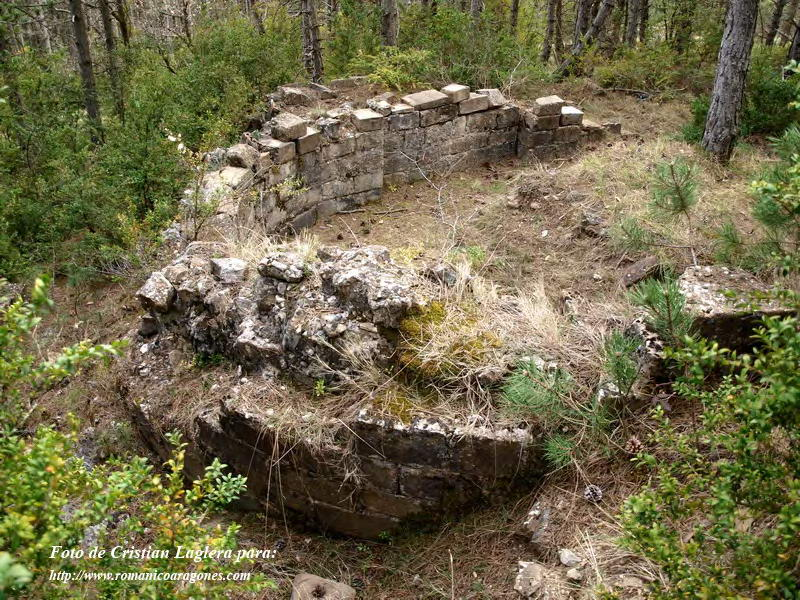
Ermita de san Andrés. ruinas del ábside románico.